# هازلهارست (جورجیا)
هازلهارست، جورجیا (به انگلیسی: Hazlehurst, Georgia) یک شهر در ایالات متحده آمریکا با جمعیت ۳٬۷۸۷ نفر است که در جورجیا واقع شده‌است.

## موقعیت جغرافیایی
موقعیت جغرافیایی شهرها و مناطق اطراف به شرح زیر است: